# Igel (Schach)
|   | a | b | c | d | e | f | g | h |   |
| 8 |   |   |   |   |   |   |   |   | 8 |
| 7 |   |   |   |   |   |   |   |   | 7 |
| 6 |   |   |   |   |   |   |   |   | 6 |
| 5 |   |   |   |   |   |   |   |   | 5 |
| 4 |   |   |   |   |   |   |   |   | 4 |
| 3 |   |   |   |   |   |   |   |   | 3 |
| 2 |   |   |   |   |   |   |   |   | 2 |
| 1 |   |   |   |   |   |   |   |   | 1 |
|   | a | b | c | d | e | f | g | h |   |

Beispiel für eine voll entwickelte schwarze Igelstellung
Als Igel bezeichnet man im Schach einen Stellungstyp, der in erster Linie durch eine bestimmte Bauernstruktur in der Eröffnung und im Mittelspiel charakterisiert ist. Diese Struktur galt bis in die 1960er Jahre als unvorteilhaft. In den 1970er Jahren kam sie aufgrund der Erfolge, die einige junge Großmeister mit ihr erzielten, in Mode. Heute genießt der Igel allgemeine Anerkennung. Die englische Bezeichnung „Hedgehog“, deutsch „Igel“, geht vermutlich auf William Hartston zurück.

## Stellungsmerkmale
Der Igel verdankt seinen Namen seinem passiven, aber effektiven Bauernwall am Damenflügel. Eine allgemein anerkannte Definition der Igelstellung gibt es bisher noch nicht. Der Igel bezeichnet einen platzsparenden, schwarzen Aufbau. Es lässt sich aber festhalten, dass zumindest folgende Merkmale erfüllt sein müssen, um von einer Igelstellung sprechen zu können:
- der weiße d-Bauer wird gegen den schwarzen c-Bauern getauscht und zwar derart, dass Weiß anschließend über die halboffene d-Linie, Schwarz hingegen über die halboffene c-Linie verfügt. Üblicherweise findet dieser Tausch auf dem Feld d4 (wenn Schwarz zuerst schlägt) oder c5 (wenn Weiß zuerst schlägt) statt
- die schwarzen Bauern (ausgenommen den bereits abgetauschten c-Bauern) ziehen zunächst nicht über die sechste Reihe hinaus
- der schwarze e-Bauer steht auf e6
- der weiße c-Bauer steht auf c4 (Im offenen Sizilianer nicht unbedingt)
- der weiße e-Bauer steht auf e4 (Im englischen Igel nicht unbedingt)

Darüber hinaus ist es üblich,
- dass Schwarz den Damenläufer auf die Diagonale a8–h1 bringt, was gemeinhin mit einem Fianchetto nach b7 geschieht,
- die Bauern vorerst auf h7 (h6), g7 (g6), f7, d6, b6 und a6 stellt bzw. belässt
- und den Damenspringer nicht nach c6 zieht (wo er dem Damenläufer im Weg stünde und Gegenspiel auf der c-Linie erschwerte[3]), sondern nach d7[4] sowie den Königsspringer nach f6.

Stellungen, die nur einen Teil der Mindestmerkmale erfüllen (z. B. weißer c-Bauer auf c2 statt c4 oder schwarzer Bauer auf e7 statt e6) werden gemeinhin als igelartig bezeichnet.
Der Igel wird vor allem von Schwarz angewendet, es ist aber auch möglich, ihn mit Weiß im Anzug anzustreben (siehe hierzu z. B. die igelartige Partie Fischer – Andersson, Siegen 1970).

## Historische Entwicklung
Bis in die 1960er Jahre galt die Igelstellung als nachteilige Struktur. Die allgemeine Meinung war, dass Schwarz eine gedrückte Stellung hat und zu passiver Verteidigung verdammt ist. Starke Spieler vermieden diese Struktur meist. Allerdings hat Fritz Sämisch 1922 in Bad Pistyan gegen Karel Opočenský einen exakten Igel-Aufbau gewählt. Eine Igelstellung stand auch bei einer 1967 in Moskau gespielten Partie der beiden Exweltmeister Michail Botwinnik und Wassili Smyslow auf dem Brett.
Als Pionier des Igelaufbaus gilt der jugoslawische Großmeister Ljubomir Ljubojević. Er führte diese Struktur 1973 als Erwiderung auf die Englische Eröffnung in die Großmeisterpraxis ein und war damit in diesem Jahr gegen Vlastimil Hort, Lew Polugajewski, Wolfgang Uhlmann, Lajos Portisch und Arturo Pomar erfolgreich. Ljubojevics Erfolge überzeugten seinen Freund Ulf Andersson, ebenfalls so zu spielen. 1975 gelang es Andersson, Anatoli Karpow mit dem Igelaufbau dessen erste Niederlage als Weltmeister beizubringen.
Bald nahmen zahlreiche Großmeister den Igel-Aufbau in ihr Repertoire auf, darunter Florin Gheorghiu, Lajos Portisch, Zoltán Ribli, András Adorjan und Lew Polugajewski. Auch Karpow selbst verteidigte sich 1975 und 1977 zweimal mit dem Igel. Anfang der 1980er Jahre folgten die jungen Großmeister Lew Psachis, Ľubomír Ftáčnik und Garri Kasparow diesem Modetrend. Beim Interzonenturnier 1979 in Riga musste Adorjan mit Schwarz gegen Tony Miles unbedingt gewinnen, um sich für die Kandidatenwettkämpfe zu qualifizieren. Er wählte den Igel und gewann eine Glanzpartie. Eine weitere spektakuläre und bekannte Partie gewann Ftacnik bei der Schacholympiade 1982 in Luzern gegen Polugajewski.
Wichtige Beiträge zur Popularisierung des Igels unter deutschen Vereinsspielern leisteten
Matthias Wahls, der eine Serie von Zeitschriftenaufsätzen über den Igel geschrieben hat, und Frank Zeller, der die erste ausführliche Monographie zum Thema in deutscher Sprache verfasst hat.

## Entstehung
Igelstellungen entstehen nur dann, wenn beide Seiten damit einverstanden sind; so hat Weiß die Möglichkeit, dem Igel auszuweichen, indem er z. B. seinen c-Bauern nicht nach c4 stellt oder indem er frühzeitig d2–d4 spielt und c7–c5 mit d4–d5 beantwortet. Sie können aus verschiedenen Eröffnungen entstehen, wie zum Beispiel aus der Englischen Eröffnung, aus Sizilianisch, aus Nimzoindisch oder aus Damenindisch. Einen eigenen Eröffnungscode (A 30) besitzt lediglich der sogenannte englische Igel.
Klassische Zugfolgen sind
1. c2–c4 c7–c5 2. Sb1–c3 Sg8–f6 3. g2–g3 e7–e6 4. Sg1–f3 b7–b6 5. Lf1–g2 Lc8–b7 6. 0–0 Lf8–e7 7. d2–d4 c5xd4 8. Dd1xd4 d7–d6
und in der Taimanow-Variante
1. e2–e4 c7–c5 2. Sg1–f3 e7–e6 3. d2–d4 c5xd4 4. Sf3xd4 Sb8–c6 5. Sd4–b5 d7–d6 6. c2–c4 Sg8–f6 7. Sb1–c3 a7–a6 8. Sb5–a3 Lf8–e7 9. Lf1–e2 0–0 10. 0–0 b7–b6
Mittlerweile spielt Schwarz den Igel auch in der Paulsen-Variante nach 5. Lf1–d3 Lf8–c5 6. Sd4–b3 Lc5–e7 7. Dd1–g4 g7–g6 8. Dd1–e2 d7–d6 9. c2–c4 Sb8–d7 und 5. c2–c4 Sg8–f6 6. Sb1–c3 Dd8–c7 7. a2–a3 b7–b6
Weiß kann den Igel auf verschiedene Arten bekämpfen: Mit den Läufern auf e2 und e3, mit den Läufern auf g2 und b2, mit den Läufern auf d3 und e3 oder mit den Läufern auf b2 und d3.

## Strategische und psychologische Motive
In der Igelstellung steht Weiß oft objektiv besser. Um aber die schwarze Verteidigung zu überwinden, muss er taktisch sehr präzise spielen, was viele Weißspieler überfordert. Andererseits ist der Igel für Schwarz leicht zu spielen: Er verteidigt seine Position und wartet ab, bis Weiß aktiv wird oder bis sich eine günstige Gelegenheit für einen Vorstoß im Zentrum ergibt.
Dann müssen sich beide Spieler vom ruhigen positionellen Manövrieren auf eine offene Stellung voller Dynamik, auf ein konkretes Spielen von Zug zu Zug umstellen.
Neben der passiven Verteidigung und dem Warten auf die Vorstöße d6–d5 oder b6–b5 (manchmal auch e6–e5, wenn f2–f4 gespielt wurde) kann Schwarz in manchen Stellungen außerdem eine Expansion am Königsflügel mit Kg8–h8, Tf8–g8, g7–g5, Tg8–g6 und Tc8–g8 anstreben.
Oder er nimmt mit Db8 und Lc7 eine Vorbereitung gegen den weißen Bauern h2 ein. Auch der Sturmlauf des schwarzen h-Bauern bis nach h3 zur Auflockerung der weißen Königsstellung wurde schon gesehen.
Mark Dworetzki schrieb in einem seiner Lehrbücher über das typische Problem von Weiß gegen Igelstellungen: "Weiß steht ideal, aber in dem Wort selbst steckt schon sein ganzes Problem, ein Ideal kann nicht mehr verbessert werden."